# ゲルマン・ダビドフ
ゲルマン・ダビドフ（German Davydov、1994年3月10日 - ）は、ロシアン・ラグビー・チャンピオンシップ、VVAポドルスクに所属するラグビーユニオン選手。

## プロフィール
- ロシア・カザン出身。
- ポジションはスタンドオフ(SO)、ウィング(WTB)。
- 身長 185cm、体重 109kg
- ロシア代表キャップは28（2021年9月現在）。
- 7人制ロシア代表に選ばれたことがある[1]

## 略歴
2019年、ラグビーワールドカップ2019のロシア代表に選ばれた。